# Eerste klasse 1971-72 (voetbal België)
Het seizoen 1971/72 van de Belgische Eerste Klasse ging van start in de zomer van 1971 en eindigde in de lente van 1972. De competitie telde 16 clubs. RSC Anderlecht werd landskampioen. Het was de 15de landstitel in de geschiedenis van de club.

## Gepromoveerde teams
Deze teams waren gepromoveerd uit de Tweede Klasse voor de start van het seizoen:
- Cercle Brugge KSV (kampioen in Tweede)
- KV Mechelen (tweede in Tweede)

## Degraderende teams
Deze teams degradeerden naar Tweede Klasse op het eind van het seizoen:
- KSV Waregem
- SK Beveren-Waas

## Titelstrijd
RSC Anderlecht eindigde met evenveel punten als Club Brugge. Anderlecht had echter een wedstrijd meer gewonnen, en haalde zo de titel binnen. Club Brugge speelde zijn laatste twee competitiematchen 1-1 gelijk, en slaagde er zo op het eind van het seizoen niet om voor Anderlecht te eindigen.

## Europese strijd
Anderlecht was als landskampioen geplaatst voor de Europacup voor Landskampioenen van het volgend seizoen. Anderlecht haalde dit seizoen overigens de dubbel na winst in de Beker van België tegen uittredend landskampioen Standard Luik. Als verliezend finalist mocht Standard naar de Europese Beker voor Bekerwinnaars. Club Brugge en Racing White plaatsten zich voor de UEFA Cup.

## Degradatiestrijd
SK Beveren-Waas eindigde afgetekend als allerlaatste en degradeerde, net als KSV Waregem, dat drie punten tekortkwam om zich te redden.

## Eindstand
|         |    |                                | P  | W  | G  | V  | +  | -  | DS  | Ptn |
| ------- | -- | ------------------------------ | -- | -- | -- | -- | -- | -- | --- | --- |
| K       | 1  | RSC Anderlecht                 | 30 | 19 | 7  | 4  | 67 | 25 | 42  | 45  |
| (UEFA)  | 2  | Club Brugge KV                 | 30 | 18 | 9  | 3  | 57 | 22 | 35  | 45  |
| (beker) | 3  | R. Standard Club Liégeois      | 30 | 15 | 11 | 4  | 48 | 19 | 29  | 41  |
| (UEFA)  | 4  | R. Racing White                | 30 | 13 | 10 | 7  | 42 | 28 | 14  | 36  |
|         | 5  | Cercle Brugge KSV              | 30 | 12 | 8  | 10 | 30 | 24 | 6   | 32  |
|         | 6  | KV Mechelen                    | 30 | 10 | 11 | 9  | 35 | 31 | 4   | 31  |
|         | 7  | K. Lierse SK                   | 30 | 11 | 8  | 11 | 36 | 42 | -6  | 30  |
|         | 8  | RFC Liégeois                   | 30 | 12 | 4  | 14 | 41 | 47 | -6  | 28  |
|         | 9  | Union Royale Saint-Gilloise    | 30 | 10 | 8  | 12 | 26 | 40 | -14 | 28  |
|         | 10 | K. Beerschot VAV               | 30 | 11 | 5  | 14 | 33 | 39 | -6  | 27  |
|         | 11 | K. Sint-Truidense VV           | 30 | 9  | 8  | 13 | 31 | 42 | -11 | 26  |
|         | 12 | R. Antwerp FC                  | 30 | 8  | 9  | 13 | 32 | 33 | -1  | 25  |
|         | 13 | KFC Diest                      | 30 | 8  | 9  | 13 | 27 | 50 | -23 | 25  |
|         | 14 | R. Crossing Club de Schaerbeek | 30 | 6  | 12 | 12 | 17 | 35 | -18 | 24  |
| D       | 15 | KSV Waregem                    | 30 | 7  | 7  | 16 | 30 | 44 | -14 | 21  |
| D       | 16 | SK Beveren-Waas                | 30 | 5  | 6  | 19 | 21 | 52 | -31 | 16  |

P: wedstrijden gespeeld, W: wedstrijden gewonnen, G: gelijke spelen, V: wedstrijden verloren, +: gescoorde doelpunten, -: doelpunten tegen, DS: doelsaldo, Ptn: totaal punten
K: kampioen, D: degradeert, (beker): bekerwinnaar, (UEFA): geplaatst voor UEFA-beker

## Topscorers
Raoul Lambert van Club Brugge werd topschutter met 17 doelpunten.
1895/96 · 1896/97 · 1897/98 · 1898/99 · 1899/00 · 1900/01 · 1901/02 · 1902/03 · 1903/04 · 1904/05 · 1905/06 · 1906/07 · 1907/08 · 1908/09 · 1909/10 · 1910/11 · 1911/12 · 1912/13 · 1913/14 · 1914/15 · 1915/16 · 1916/17 · 1917/18 · 1918/19 · 
1919/20 · 1920/21 · 1921/22 · 1922/23 · 1923/24 · 1924/25 · 1925/26 · 1926/27 · 1927/28 · 1928/29 · 1929/30 · 1930/31 · 1931/32 · 1932/33 · 1933/34 · 1934/35 · 1935/36 · 1936/37 · 1937/38 · 1938/39 · 1939/40 · 1940/41 · 1941/42 · 1942/43 · 1943/44 · 1944/45 · 1945/46 · 1946/47 · 1947/48 · 1948/49 · 1949/50 · 1950/51 · 1951/52 · 1952/53 · 1953/54 · 1954/55 · 1955/56 · 1956/57 · 1957/58 · 1958/59 · 1959/60 · 1960/61 · 1961/62 · 1962/63 · 1963/64 · 1964/65 · 1965/66 · 1966/67 · 1967/68 · 1968/69 · 1969/70 · 1970/71 · 1971/72 · 1972/73 · 1973/74 · 1974/75 · 1975/76 · 1976/77 · 1977/78 · 1978/79 · 1979/80 · 1980/81 · 1981/82 · 1982/83 · 1983/84 · 1984/85 · 1985/86 · 1986/87 · 1987/88 · 1988/89 · 1989/90 · 1990/91 · 1991/92 · 1992/93 · 1993/94 · 1994/95 · 1995/96 · 1996/97 · 1997/98 · 1998/99 · 1999/00 · 2000/01 · 2001/02 · 2002/03 · 2003/04 · 2004/05 · 2005/06 · 2006/07 · 2007/08 · 2008/09 · 2009/10 · 2010/11 · 2011/12 · 2012/13 · 2013/14 · 2014/15 · 2015/16 · 2016/17 · 2017/18 · 2018/19 · 2019/20 · 2020/21· 2021/22 · 2022/23 · 2023/24 · 2024/25